# 浜松ケイ・スポーツBC
浜松ケイ・スポーツBC（はままつケイ・スポーツBC）は、静岡県浜松市に本拠地を置き、日本野球連盟に加盟する社会人野球のクラブチームである。チーム名は支援者である「ケイ・スポーツ」というスポーツ用品店に因む。クラブチームでは珍しく、女子部を有している。

## 概要
2001年の第72回都市対抗野球大会を制しながら同年限りで休部となった河合楽器硬式野球部の選手たちが中心となり、2002年3月に『ケイ・スポーツベースボールクラブ』として立ち上げられた。現在では元河合楽器の選手は少なく、高校や大学を卒業後すぐに入部した選手や、他チームからの移籍選手が多い。
2002年、発足1年目ながら全日本クラブ野球選手権大会に初出場を果たした。
2006年2月14日付けで、チーム名を『浜松ケイ・スポーツBC』に改称した。

## 沿革
- 2001年 - 河合楽器硬式野球部が休部
- 2002年3月 - 有志たちにより『ケイ・スポーツベースボールクラブ』が発足、全日本クラブ野球選手権大会に初出場（2回戦敗退）
- 2006年 - 本拠地を明らかにするため、チーム名を『浜松ケイ・スポーツBC』に改称

## 主要大会の出場歴・最高成績
- 全日本クラブ野球選手権 - 出場9回、4強1回（2005年）
- ナショナルクラブベースボールシリーズ - 出場3回、優勝1回（2013年）

## 元プロ野球選手の競技者登録
- 門奈哲寛 - 投手→退団（元：読売ジャイアンツ）
- 菊池俊夫 - 内野手→退団（元：オリックス・バファローズ）

## かつて在籍した主な選手
- 蔵本雅由（投手） - 選手として在籍。英智の実兄。
- 永井浩二（捕手） - 選手として在籍。退団後、浜松大学（のちに常葉大学に統合）監督→オイスカ浜松高等学校監督。